# Melicope sororia
Melicope sororia là một loài thực vật thuộc họ Rutaceae. Đây là loài đặc hữu của Malaysia.